# Une prière pour Owen
Une prière pour Owen (titre original : A Prayer for Owen Meany) est un roman de l'écrivain américain John Irving publié en 1989.

## Résumé
Il raconte l'histoire de John Wheelwright et de son meilleur ami Owen Meany, qui grandissent ensemble dans une petite ville de Nouvelle-Angleterre dans les années 1950-1960.

## Inspiration
Une prière pour Owen est aussi un hommage à un roman, Le Tambour, écrit par Günter Grass. Ce dernier a eu une grande influence sur John Irving, dont il était un ami proche. Les deux personnages principaux des deux romans, Owen Meany et Oskar Matzerath, partagent de nombreux points communs, à commencer par leurs initiales; en outre, leurs histoires sont parallèles. Irving a confirmé le bien-fondé de cette hypothèse dans une interview. Cependant, les romans sont totalement indépendants et Une prière pour Owen n'est en aucune façon une copie du roman de Günter Grass.

## Adaptation
Une prière pour Owen a fait l'objet d'une adaptation cinématographique en 1998 sous le titre de Simon Birch.